# Radiostacja R-3505
Radiostacja R-3505 – ultrokrótkofalowa radiostacja nadawczo-odbiorcza stosowana w Siłach Zbrojnych Rzeczypospolitej Polskiej.
Radiostacja produkcji polskiej. Jest urządzeniem doręcznym dowódcy każdego szczebla, także urządzenie żołnierzy jednostek rozpoznania, desantowych i kawalerii powietrznej.
| Dane taktyczno–techniczne   | Dane taktyczno–techniczne                             |
| --------------------------- | ----------------------------------------------------- |
| Rodzaj                      | ręczna (osobista)                                     |
| Zakres częstotliwości pracy | 20–520 MHz                                            |
| Zasięg                      | 1–7 km                                                |
| Emisje pracy i przepływność | modulacja – FM, AM, PSK, QAM; transmisja do 64 kbit/s |
| Moc toru nadawczego         | 0,1–5 W                                               |
| Napięcie zasilania          | Akumulator 7,2 V                                      |
| Wymiary                     | 210 × 80 × 43                                         |
| Masa                        | 0,9 kg                                                |